# Small batch
La mention small batch fait référence à un assemblage de whiskies provenant de différents fûts, mais dont la quantité est habituellement restreinte par rapport à la production habituelle de la distillerie. Il n'existe toutefois aucune règlementation quant au nombre maximal de fûts pouvant être utilisés pour l'assemblage de cuvées portant la mention small batch. 
Ce type d'assemblage est apparu aux États-Unis dans les années 1980. Il concerne essentiellement les bourbons même si l'Irlande et l'Écosse peuvent produire des small batches.